# Carlos María Coronado
Carlos María Coronado y Parada fue un político y catedrático universitario español.
Catedrático de Derecho romano en la Central de Madrid, fue el penúltimo ministro de Justicia del reinado de Isabel II (15 de junio al 20 de septiembre de 1868), sustituyendo al marqués de Roncali. Le sustituyó al frente del ministerio de manera interina, Vicente Gomis durante apenas veinte días. Fue Senador por la provincia de Cuenca 1879-1886.